# Challenge Cup 2016/17 (Männer)
Die Volleyball-Saison 2016/17 des Challenge Cups der Männer wurde vom 8. November 2016 bis zum 16. April 2017 ausgetragen. Sieger wurde Fakel Nowy Urengoi aus Russland in den Finalspielen gegen Chaumont Volley-Ball 52 aus Frankreich.